# Vincents Budde
Vincents Budde (født 1660, død 1729) var en norsk officer, født i Halden i en officerfamilie. Blev oberst 1710, generalmajor 1716. Under den store nordiske krig 1716 slog han de svenske styrker tilbage ved Moss, og bidrog til at Karl XII's angreb på Oslo blev afbrudt.
Som kommanderende general ledede han forsvaret af Trondheim under de svenske styrkers angreb i Trøndelag 1718 under general Armfeldt. Budde valgte en defensiv strategi ved at forskanse sine undertallige styrker i den godt befæstede by. Armfeldt opgav derfor belejringen af Trondheim uden at gå til større angreb.
Budde forblev i aktiv tjeneste til sin død i 1729, næsten 70 år gammel.